# Корневское сельское поселение
Корневское сельское поселение — муниципальное образование (сельское поселение) в Скопинском районе Рязанской области.
Административный центр — село Корневое.

## История
Корневское сельское поселение образовано в 2006 г.

## Население
| 2010  | 2012  | 2013  | 2014  | 2015  | 2016  | 2017  |
| ----- | ----- | ----- | ----- | ----- | ----- | ----- |
| 2833  | ↗2938 | ↗2987 | ↘2964 | ↗2967 | ↘2945 | ↘2888 |
| 2018  | 2019  | 2020  | 2021  |       |       |       |
| ↘2801 | ↘2663 | ↘2605 | ↗3022 |       |       |       |

## Состав сельского поселения
| № | Населённый пункт    | Тип населённого пункта       | Население |
| - | ------------------- | ---------------------------- | --------- |
| 1 | Велемья             | деревня                      | ↘15       |
| 2 | Князево             | село                         | ↘306      |
| 3 | Корневое            | село, административный центр | ↘1567     |
| 4 | Новые Кельцы        | село                         | ↘268      |
| 5 | Осиново-Шилово      | посёлок                      | 0         |
| 6 | Петрушино           | село                         | ↘124      |
| 7 | Посёлок Дома отдыха | посёлок                      | 11        |
| 8 | Пупки               | село                         | ↘448      |